# L'India fantasma
L'India fantasma è una miniserie televisiva francese del 1969 sull'India, diretta da Louis Malle. Fu trasmessa dal 25 luglio 1969 al 5 settembre sul secondo canale dell'ORTF. Nello stesso anno fu mandata in onda anche sulla BBC.

## Episodi
- 1º episodio: La telecamera impossibile
- 2º episodio: Cose viste a Madras
- 3º episodio: Gli indiani e la sacralità
- 4º episodio: Sogni e realtà
- 5º episodio: Uno sguardo alle caste
- 6º episodio: Ai margini della società indiana
- 7º episodio: Bombay, l'India futura